# Ștefan Neaga

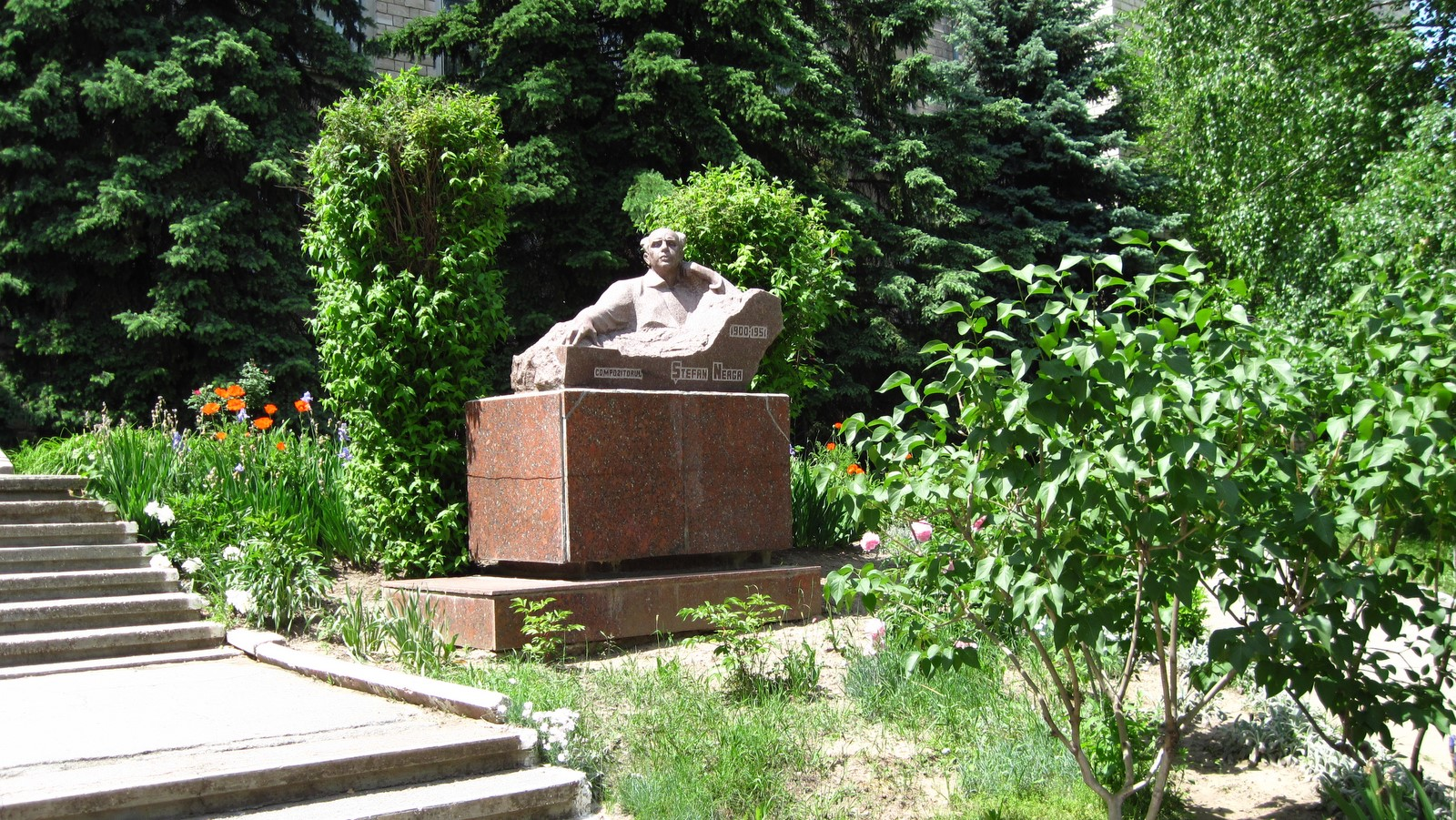
Monumentul din Chișinău

Ștefan Neaga (n. 24 noiembrie 1900, Chișinău, Basarabia, Imperiul Rus — d. 30 mai 1951, Chișinău, RSS Moldovenească, URSS) a fost un compozitor, pianist și dirijor sovietic moldovean, membru de onoare al Academiei RSS Moldovenești din 1943 (în 1943 nu exista Academia RSSM), autor al Imnului RSS Moldovenești.

## Biografie
Tatăl său, Timofei, era lăutar. La 18 ani Ștefan Neaga a terminat cu distincție școala muzicală din Chișinău. El a absolvit-o, având concepții progresiste despre arta muzicală. În preajma absolvirii școlii muzicale Ștefan Neaga s-a întâlnit cu Grigoraș Dinicu, violonist-concertist român care se bucura pe atunci de mare popularitate. Întâlnirea cu acest muzicant atât de apropiat de arta populară, a jucat un rol important în viața viitorului compozitor. În scurt timp a început a lucra în orchestra lui Dinicu în calitate de acompaniator, și treptat Neaga se înrola în activitatea de creație, ocupându-se cu prelucrarea cântecelor populare.
În 1920 el intră la Academia de muzică și artă dramatică în clasa de pian special din București. Neaga nu-și termină studiile de compoziție: el absolvește cu mențiune academia la clasa de pian special și-și ia diploma cu atestarea de artist-specialist liber. Tânărul muzician concertează. Repertoriul său cuprinde creații de Bach, Beethoven, Ceaikovski, Chopin, Liszt, Debussy, Ravel, R. Strauss alți compozitori.
În 1926 el intră pentru a doua oară la Academia de muzică și artă teatrală din București. În 1931 își termină studiile la academie. Pe parcursul cursurilor de compoziție ale lui Dimitrie Cuclin, noul dascăl al compozitorului moldovean, om foarte cult și instruit, Neaga a scris muzica simfonică (o simfonie, un poem simfonic), muzica de cameră (două sonate, un cvartet, un cvintet) și muzica dramatică. Neaga ia hotărârea de a pleca la Paris, unde evoluează ca solist-pianist, precum și în concerte; compune alături de Dinicu și în 1937 i se acordă premiul expoziției universale de la Paris. În același an Neaga este înscris ca student al  școlii superioare pedagogice muzicale din Paris. Timp de 2 ani Ștefan Neaga studiază la École normale de musique de Paris cu Nadia Boulanger – reprezentantă a impresionismului francez. Ea îl sfătuia în permanență să utilizeze mai amplu tezaurul folcloric. Mai face cursuri de pian cu Alfred Cortot și cursuri de dirijat cu Charles Munch.
În 1940 se întoarce la Chișinău, fiind profesor la conservatorul local și membru fondator al Uniunii Comppzitorilor din RSS Moldovenească. În al doilea război mondial e evacuat la Saratov, unde continuă să predea. Întors la Chișinău, devine dirijor al filarmonicii naționale din RSS Moldovenească. Este ales președinte al Uniunii Scriitorilor din RSS Moldovenească, precum și deputat în Sovietul Suprem al RSS Moldovenești.
Neaga a scris muzica pentru Imnul RSS Moldovenești. El a declarat că a încercat să reprezinte "iubirea și creativitatea marelui Stalin, certitudinea victoriei comumismului". El a mai declarat, că, în opinia sa, "imnul este un simbol al victoriilor istorice, în urma căruia poporul moldovenesc și-a recăpătat libertatea".
Ștefan Neaga a decedat în 1951, la Chișinău.

## Compoziții
În piesele pentru pian din acea perioadă compozitorul se lăsa influențat de stilul virtuos, de salon. 
“Parafraza” pentru pian poate servi drept exemplu de lucrare bazată, în linii mari, pe efecte aparente. “Parafraza” demonstrează înaltul nivel tehnic profesional al lui Neaga-pianistul. 
- Muzica simfonică: ”Suita românească”, pentru orchestra mare; Simfonia în do minor; poemul simfonic“Poemul Nistrului”.
- Muzica de cameră: “Sonata pentru pian” (1933); “Sonata pentru vioară și pian”.
- Muzica corală: ”Coral și fuga”pentru cor mixt și pian;” Aleluia” pentru cor mixt și orgă.
- Muzica vocală: “Du-te, du-te dorule” “Cântec de pahar”, ”Paraschița”

Creația lui Ștefan Neaga:
I gen Lucrări simfonice
1. Simfonii vocale-3 cantate:Ștefan Cel Mare;Cantata jubiliară;Basarabenii.
2. Oratoriul Cîntecul renașterii;
3. Concertul pentru vioară și orchestră.

II gen Simfonii orchestrale
1. Două simfonii;
2. Două poeme: Nopțile în Crimeea; Muyicantul orb; Nistru;
3. Tabloul simfonic Balalaica,Nunta de la țară;
4. Fantezie simfonică-fantezie moldovenească;

III gen Amsambluri instrumentale
1. Trio, 2 cvartete;

IV gen Lucrări pentru pian
1. două sonate, diferite lucrări pentru pian - Nocturne, un dans moldovenesc Basarabca

V gen Lucrări vocale
1. Romanțe și cîntece pe versurile A. Pușkin, Emilian Bucov.
2. Prelucrări de cîntece populare moldovenești.

## Premii
- Artist Emerit al RSS Moldovenești (1943)
- Premiul Lenin
- Premiul Stalin (1950)